# Liste der portugiesischen Botschafter in Guinea-Bissau
Die Liste der portugiesischen Botschafter in Guinea-Bissau listet die Botschafter der Republik Portugal in Guinea-Bissau auf. Guinea-Bissau war von Mitte des 15. Jahrhunderts bis 1974 Portugiesische Kolonie. Nach der portugiesischen Nelkenrevolution 1974 erkannte die neue Regierung in Portugal die Unabhängigkeit Guinea-Bissaus am 10. September 1974 an und nahm danach diplomatische Beziehungen auf.
Die Botschaft Portugals in der guinea-bissauischen Hauptstadt Bissau sitzt in der  Avenida Cidade de Lisboa.

## Missionschefs
| Name                                          | Bild          | Amtszeit                             | Anmerkungen                                                                                            |
| Guinea-Bissau                                 | Guinea-Bissau | Guinea-Bissau                        | Guinea-Bissau                                                                                          |
| --------------------------------------------- | ------------- | ------------------------------------ | --- |
| Pedro José Ribeiro de Menezes                 |               | 28. September 1974 –16. Oktober 1974 | Sondermission in öffentlichem Auftrag                                                                  |
| Pedro José Ribeiro de Menezes                 |               | 16. Oktober 1974 –19. November 1974  | Übergangs-Geschäftsträger                                                                              |
| João de Sá Coutinho Rebelo Sotto Maior        |               | 29. November 1974 –26. Januar 1977   | erster Botschafter Portugals in Guinea-Bissau; bereits seit dem 19. November 1974 Leiter der Botschaft |
| João Clara Quintela Paixão                    |               | 26. Januar 1977 –15. Juni 1977       | Übergangs-Geschäftsträger                                                                              |
| António D’Oliveira Pinto da França            |               | 17. Juni 1977 –14. Februar 1980      | bereits seit dem 15. Juni 1977 Leiter der Botschaft                                                    |
| João Manuel Guerra Salgueiro                  |               | 14. Februar 1980 –21. Juni 1980      | Übergangs-Geschäftsträger                                                                              |
| Luís Nuno da Veiga de Menezes Cordeiro        |               | 27. Juni 1980 –1. August 1984        | bereits seit dem 21. Juni 1980 Leiter der Botschaft                                                    |
| Manuel Barreiros Martins                      |               | 27. August 1984 –23. März 1989       | bereits seit dem 18. August 1984 Leiter der Botschaft                                                  |
| João Pedro de Almeida Silveira Carvalho       |               | 12. Juli 1995 –19. Oktober 1997      | bereits seit dem 3. Juli 1995 Leiter der Botschaft; Botschaft war seit 1989 unbesetzt                  |
| Francisco Manuel Guimarães Henriques da Silva |               | 22. Oktober 1997 –15. Mai 1999       | bereits seit dem 20. Oktober 1997 Leiter der Botschaft                                                 |
| António Augusto Russo Dias                    |               | 21. Mai 1999 –24. September 2001     | bereits seit dem 12. April 1999 Leiter der Botschaft                                                   |
| António Jorge Jacob de Carvalho               |               | 19. Oktober 2001 –28. Oktober 2004   | |
| José Manuel Santa-Marinha Beleza Paes Moreira |               | 29. Oktober 2004 –19. März 2009      | |
| António Manuel Ricoca Freire                  |               | 31. März 2009 –13. Juli 2012         | bereits seit dem 20. März 2009 Leiter der Botschaft                                                    |
| Fernando Manuel de Jesus Teles Fazendeiro     |               | 29. Mai 2012 –15. April 2014         | Geschäftsträger (Sondermission in öffentlichem Auftrag)                                                |
| Salvador Pinto da França                      |               | 16. April 2014 –26. August 2014      | Übergangs-Geschäftsträger                                                                              |
| António Manuel Torres Domingues Leão Rocha    |               | ab 5. Dezember 2014                  | |
| António José Alves de Carvalho                |               | seit 6. Dezember 2017                | Botschafter, ab 11. November 2017 Leiter der Botschaft                                                 |